# Gerhart Habenicht
Gerhart Habenicht (* 30. Mai 1911 in Treuen; † 28. März 2003 in Berlin) war ein deutscher Arzt und Politiker (FDP).

## Leben und Beruf
Gerhart Habenicht wurde als Sohn eines Rechtsanwaltes im sächsischen Treuen geboren. Nach dem Schulbesuch studierte er Medizin in Innsbruck. Seit 1929 war er Mitglied des Corps Athesia Innsbruck. 1937 wurde er an der Universität Leipzig zum Dr. med. promoviert.

## Politik
Nach der Rückkehr der FDP ins Berliner Abgeordnetenhaus bei der Wahl 1963 wurde Habenicht als Gesundheitssenator in den vom Regierenden Bürgermeister Willy Brandt geführten Berliner Senat gewählt und blieb auch unter dem Regierenden Bürgermeister Heinrich Albertz im Amt. Nach einer Neuzuschneidung der Ressorts fiel der Bereich Gesundheit in den Zuständigkeitsbereich des Senators für Soziales, Gesundheit, Jugend und Sport, Kurt Neubauer, so dass Habenicht am 6. April 1967 aus dem Amt ausschied.